# Great Divide Trail

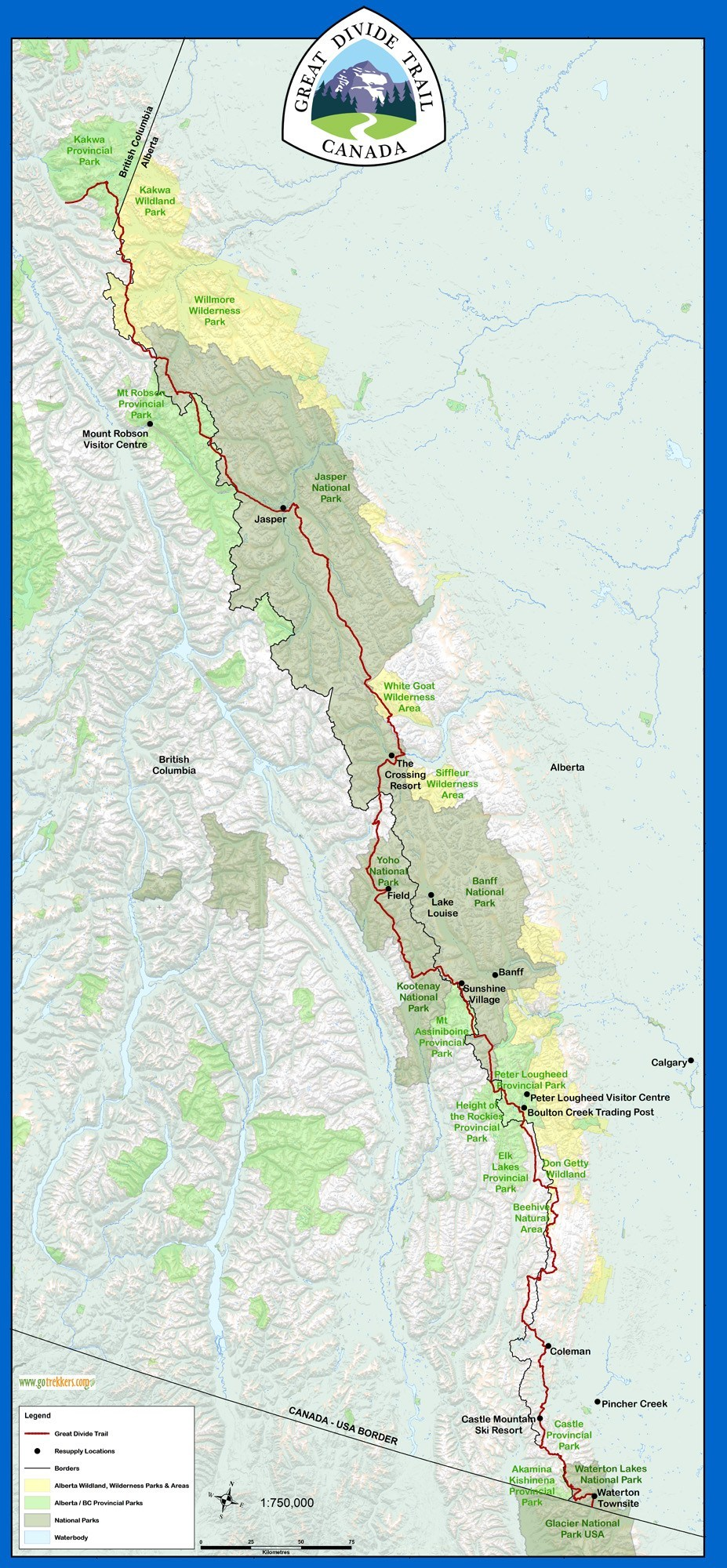
Plattegrond van de Great Divide Trail

Het Great Divide Trail (GDT) is een langeafstandspad voor wandelaars in de Canadian Rockies. Het pad is 1.123 kilometer lang en loopt van Nationaal Park Waterton Lakes aan de Amerikaans-Canadese grens tot Kakwa Provincial Park. Het pad volgt de Great Divide (ook wel de Continental Divide genoemd) tussen Alberta en Brits-Columbia, en kruist deze meer dan 30 keer.

## Route
De GDT loopt door vijf nationale parken (Nationaal Park Waterton Lakes, Nationaal Park Banff, Nationaal Park Kootenay, Nationaal Park Yoho en Nationaal Park Jasper). Het hoogste punt is 2.590 meter boven zeeniveau, het laagste punt 1.055 meter. De route wordt niet overal aangegeven en bestaat uit een aantal paden die worden verbonden door wegen en andere routes door de wildernis. Hierdoor zijn navigatievaardigheden een vereiste.

## Geschiedenis
De GDT werd voorgesteld in 1966 door de Girl Guides of Canada. In 1970 kwam de eerste gids uit voor het lopen van de GDT, geschreven door Jim Thorsell. In 1974 inventariseerden zes jongeren, met financiële steun van het Opportunities for Youth programma, de route tot zover die toen bestond en deden een haalbaarheidsonderzoek. Uiteindelijk legden ze de basis voor en waren ze de oprichters van de Great Divide Trail Association (opgericht in 1975), die in 1976 begonnen met het realiseren van de GDT. Tussen 1976 en 1987 realiseerden ze 110 kilometer aan paden voor de GDT, tussen Fording Pass en Tornado Pass.
In de jaren '90 werd er nauwelijks aan de route gewerkt. Onder andere door bosbouwwerkzaamheden, toegestaan door de overheid, werden sommige delen van de route verwoest. Dit demotiveerde de initiatiefnemers van de GDT. Door de publicatie van de gids Hiking Canada's Great Divide Trail door Dustin Lynx in 2000 werd er nieuw leven geblazen in het project. Een groep die zichzelf de Friends of the Great Divide Trail noemde begon, 15 jaar nadat er voor het laatst serieus aan de GDT was gewerkt, met het opnieuw onderhouden van het deel van de GDT dat in de jaren '70 en '80 was aangelegd.